# Ćwiczenie pokazowe
Ćwiczenie pokazowe – rodzaj ćwiczenia mającego na celu unaocznianie właściwych metod organizowania i przeprowadzania ćwiczenia na temat lub sposobów działania w różnych skomplikowanych sytuacjach bojowych.